# Saint-Marcel-l’Éclairé
Saint-Marcel-l’Éclairé ist eine französische Gemeinde mit 568 Einwohnern (Stand: 1. Januar 2022) im Département Rhône in der Region Auvergne-Rhône-Alpes. Die Gemeinde gehört zum Arrondissement Villefranche-sur-Saône und zum Kanton Tarare. 

## Geographie
Saint-Marcel-l’Éclairé liegt rund 22 Kilometer westsüdwestlich von Villefranche-sur-Saône im Weinbaugebiet Bourgogne.
Durch die Gemeinde führt die Autoroute A89. 

### Nachbargemeinden
Umgeben wird Saint-Marcel-l’Éclairé von den Nachbargemeinden Tarare im Norden, Saint-Loup im Nordosten, Saint-Forgeux im Süden und Osten, Affoux im Süden und Südwesten, Violay im Südwesten sowie Joux im Westen.

## Bevölkerungsentwicklung
| Jahr                       | 1962 | 1968 | 1975 | 1982 | 1990 | 1999 | 2006 | 2013 |
| Einwohner                  | 224  | 253  | 278  | 387  | 471  | 508  | 527  | 514  |
| Quellen: Cassini und INSEE |      |      |      |      |      |      |      |      |

## Sehenswürdigkeiten
- Kirche